# شنل‌پوش گریان
شنل‌پوش گریان (نام علمی: Cebus olivaceus) نام یک گونه از زیرخانواده میمون‌های شنل‌پوش است.